# Anacis rufipes
Anacis rufipes là một loài tò vò trong họ Ichneumonidae.